# Lisa Flanagan
Lisa Flanagan (* 20. Jahrhundert in Adelaide) ist eine australische Schauspielerin.

## Leben
Lisa Flanagan wuchs in Adelaide auf, sie gehört den Aborigines an. Seit 2002 ist sie als Schauspielerin in Film, Fernsehen und Theater zu sehen. So spielte sie 2003 in der Serie All Saints und ab 2015 als „Kath“ in der Serie Glitch.

## Filmografie (Auswahl)
- 2002: Australian Rules
- 2003: All Saints (Fernsehserie, 5 Folgen)
- 2005: Look Both Ways
- 2007: September
- 2008: Double Trouble (Fernsehserie, 13 Folgen)
- 2012–2013: Redfern Now (Fernsehserie, 2 Folgen)
- 2014: The Gods of Wheat Street (Fernsehserie, 6 Folgen)
- 2014: The Code (Fernsehserie, 4 Folgen)
- 2015: Spurlos – Ein Sturm wird kommen (Strangerland)
- 2015–2019: Glitch (Fernsehserie, 10 Folgen)
- 2019–2021: Total Control (Fernsehserie, 7 Folgen)
- 2021: Home and Away (Fernsehserie, 6 Folgen)
- 2022: Mystery Road: Orgin (Fernsehserie, 6 Folgen)